# Endless Harmony
Endless Harmony（エンドレス・ハーモニー）は、2002年2月6日にリリースされた唐沢美帆5枚目のシングル。
品番：PCCA-01624

## 解説
表題曲は日本テレビ系ドラマ『ナースマン』挿入歌。ギターに土方隆行が参加している。
アルバム『sparkle』には、野崎良太（Jazztronik）による“Jazztronik Remix”がボーナストラックとして収録されているが、カップリングの「Last Smile」はアルバム未収録である。

## 収録曲
1. Endless Harmony（作詞：唐沢美帆、作曲・編曲：島野聡）
2. Last Smile（作詞：唐沢美帆、作曲・編曲：島野聡）
3. Endless Harmony（Instrumental）
4. Way to Love（KAGAMI remix）